# Piscina cálida del Pacífico occidental
La Piscina cálida del Pacífico occidental, también llamada Piscina cálida indo-pacífica, es una masa de agua oceánica ubicada en el océano Pacífico occidental, principalmente al norte de la región de Melanesia (Oceanía), la cual tiene constantemente altas temperaturas, por lo que en relación con su extensión puede considerarse el mar más caliente de la Tierra. Presenta una variabilidad que depende de múltiples factores, pudiendo afectar el clima a nivel mundial.

## Relación con El Niño

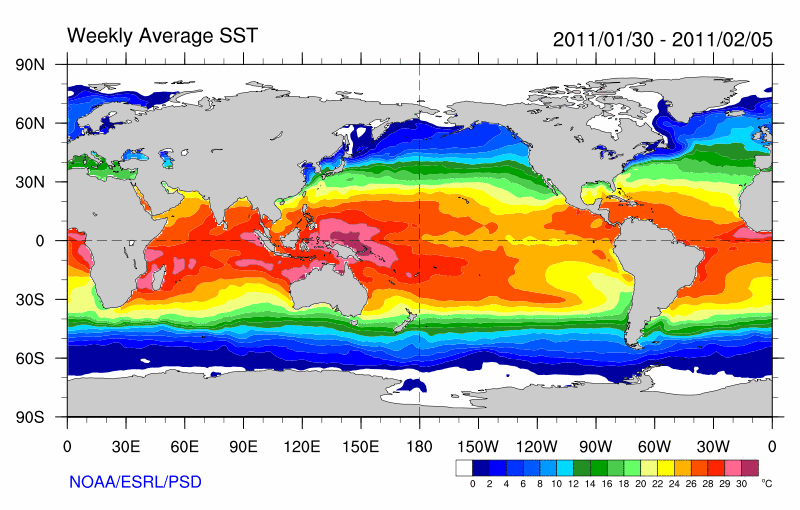
Mapa de la temperatura oceánica durante La Niña de febrero de 2011. Obsérvese el enfriamiento de la corriente Ecuatorial del Sur y el calentamiento de la piscina cálida del Pacífico Occidental.

La variabilidad de su temperatura, en particular de la temperatura subsuperficial, forma parte del patrón climático de El Niño-Oscilación del Sur. Ha habido anomalías positivas en la temperatura subsuperficial de la piscina cálida antes de la ocurrencia de un evento de El Niño, mientras que ha ocurrido anomalías negativas previas a un evento de La Niña.
Siendo el Pacífico el océano más extenso, da lugar a los mayores contrastes entre las aguas cálidas de la piscina en el Pacífico occidental con las aguas frías de la corriente peruana en el Pacífico oriental. Este contraste se mantiene por influencia de la corriente Ecuatorial del Sur y los vientos alisios del este, permitiendo que el calor se acumule hacia el este. El debilitamiento de las corrientes y vientos, producirán que parte del calor de la piscina cálida retorne hacia el oeste a través de ondas Kelvin, profundizando la termoclina y llegando hasta Sudamérica, lo que se relaciona con el fenómeno de El Niño. La propagación de las ondas de Kelvin son lineales, se realiza por el ecuador terrestre y es a una velocidad de 2 a 3 m/s, por lo que demora meses en llegar a Ecuador y Perú.

## Expansión
El calentamiento global, el cual está relacionado con el aumento de las emisiones de carbono provenientes de la quema de combustibles fósiles, se ha reflejado en el aumento de la temperatura y tamaño de la piscina cálida en las últimas décadas. La piscina caliente se expandió al doble de su tamaño, de un área de 22 millones de km² durante 1900-1980, a un área de 40 millones de km² durante 1981-2018. Esta expansión, la cual se ha convertido en un fenómeno indopacífico al alcanzar a Indonesia, ha alterado los patrones de lluvia global al cambiar el ciclo de vida de la Oscilación de Madden y Julian, la cual es el modo más dominante de fluctuación climática que se origina en los trópicos.
El calentamiento global también ha ocasionado que los últimos glaciares tropicales que se encuentran en esta región, en la montaña Jaya, estén en retroceso.